# بلخنون سنبلي
بلخنون سنبلي أو بقلة الطحال (الاسم العلمي:Blechnum spicant) هو نوع من النبات يتبع جنس البلخنون من الفصيلة البلخنونية.